# Thaxton
Thaxton é uma cidade  localizada no estado americano de Mississippi, no Condado de Pontotoc.

## Demografia
Segundo o censo americano de 2000, a sua população era de 513 habitantes.
Em 2006, foi estimada uma população de 598, um aumento de 85 (16.6%).

## Geografia
De acordo com o United States Census Bureau tem uma área de
22,1 km², dos quais 22,0 km² cobertos por terra e 0,1 km² cobertos por água. Thaxton localiza-se a aproximadamente 110 m acima do nível do mar.

## Localidades na vizinhança
O diagrama seguinte representa as localidades num raio de 28 km ao redor de Thaxton.